# Russ Ryden
Russ Ryden, folkbokförd som Rustan Rydén, född 11 februari 1960, är en svensk musiker, kompositör och textförfattare.
Ryden startade 1978 New Wave-gruppen strasse tillsammans med Kaj Zack. Låten "Den hotfulla kärleken" var en av de första låtar med Strasse som ledde till viss uppmärksamhet 1981. Med Strasse har Ryden arbetat med musiker som Midge Ure och Mike Garson. 1985 gav han ut singeln Rock The Night Away på Desperado Records.Tillsammans med gitarristen Max Abbey, som duon Great Guns, gav de ut in singeln Walk Me Through The Storm 1987, som kom ut på WEA. 1989 släpptes singeln Midnight Angel under pseudonymen Bonowa Beat, på Sonet. Ryden och Abbey fortsatte som Strasse på 2000-talet tillsammans med musikern Charlie Storm, och gav ut albumen Transylvanian Flower 2005 och Half Past Animal 2009. 
Sommaren 2012 släppte Ryden EP:n Repercutio. Ryden är medlem i Stim och representerad av Luminol Grammofon. Ryden har även gjort ett flertal konstutställningar..